# Seznam vinařských oblastí na Slovensku

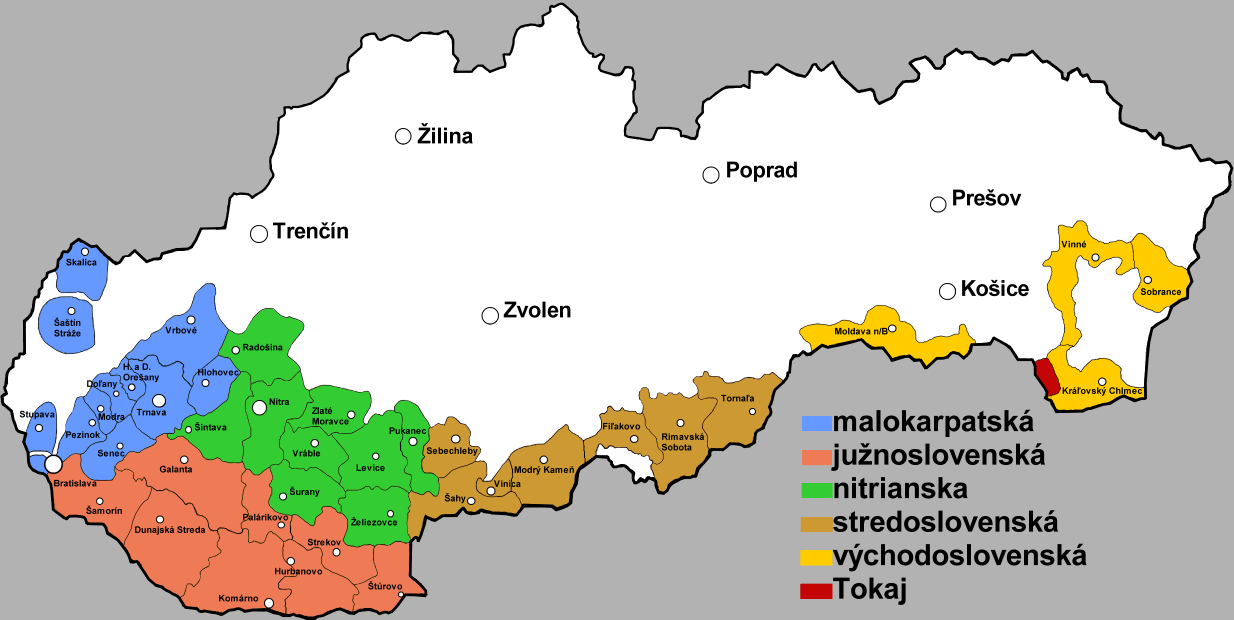
Mapa vinařských oblastí

Slovensko má registrovaných 21 000 hektarů vinic, z toho je aktuálně obděláváno okolo 17 000 ha. Zákon o vinohradnictví a vinařství 313/2009 definuje část země, kde je povoleno pěstování révy vinné, jako Slovenský vinohradnický region. Ten se dělí na šest vinařských oblastí. Vinařská oblast Tokaj je zvláštní uzavřená geografická oblast, ostatních pět oblastí se dělí na vinařské rajóny a ty dále na vinařské obce. Na Slovensku je celkem 603 vinařských obcí.

## Malokarpatská vinařská oblast
5 359 hektarů
Skalický vinařský rajón
Dubovce, Gbely, Chropov, Kopčany, Koválov, Koválovec, Lopašov, Mokrý Háj, Popudinské Močidľany, Prietržka, Radimov, Radošovce, Skalica, Smolinské, Smrdáky, Štefanov, Trnovec, Unín, Vrádište,
Záhorský vinařský rajón
Borský Mikuláš, Šaštín-Stráže, Závod,
Stupavský vinařský rajón
Bratislava – Devínska Nová Ves, Lamač (Bratislava), Lozorno, Stupava,
Bratislavský vinařský rajón
Bratislava – Devín, Dúbravka (Bratislava), Bratislava – Nové Mesto, Karlova Ves (Bratislava), Rača (Bratislava), Bratislava – Vajnory,
Pezinský vinařský rajón
Chorvátsky Grob, Limbach, Pezinok, Slovenský Grob, Svätý Jur, Viničné,
Modranský vinařský rajón
Dubová, Modra, Šenkvice, Vinosady, Vištuk,
Doľanský vinařský rajón
Budmerice, Častá, Doľany, Štefanová,
Orešanský vinařský rajón
Borová, Dlhá, Dolné Orešany, Horné Orešany, Košolná, Ružindol, Suchá nad Parnou, Zvončín,
Senecký vinařský rajón
Báhoň, Bernolákovo, Blatné, Čataj, Hurbanova Ves, Igram, Jablonec, Kaplna, Most pri Bratislave, Nová Dedinka, Reca, Senec, Veľký Grob,
Trnavský vinařský rajón
Boleráz, Bučany, Dolná Krupá, Hrnčiarovce nad Parnou, Majcichov, Šúrovce, Trnava, Voderady, Zavar, Zeleneč,
Hlohovecký vinařský rajón
Bojničky, Dvorníky, Hlohovec, Horné Otrokovce, Horné Trhovište, Jalšové, Koplotovce, Ratkovce, Sasinkovo, Šalgočka, Zemianske Sady,
Vrbovský vinařský rajón
Banka, Bíňovce, Bzince pod Javorinou, Čachtice, Častkovce, Dechtice, Dolné Dubové, Chtelnica, Kálnica, Kátlovce, Kočín-Lančár, Krakovany, Moravské Lieskové, Nové Mesto nad Váhom, Očkov, Pečeňady, Smolenice, Šípkové, Trstín,Veľké Kostoľany, Vrbové,

## Jihoslovenská vinařská oblast
5 345 hektarů
Šamorínský vinařský rajón
Blahová, Bratislava - Podunajské Biskupice, Čakany, Čenkovce, Hubice, Lehnice, Oľdza, Rovinka, Šamorín, Štvrtok na Ostrove, Veľká Paka,
Dunajskostredský vinařský rajón
Baloň, Dunajská Streda, Gabčíkovo, Holice, Jahodná, Jurová, Kostolné Kračany, Okoč, Orechová Potôň, Veľké Dvorníky,
Galantský vinařský rajón
Abrahám, Galanta, Gáň, Horné Saliby, Jelka, Košúty, Kráľová nad Váhom, Mostová, Selice, Šaľa, Trnovec nad Váhom, Trstice, Veľké Úľany,
Palárikovský vinařský rajón
Nové Zámky, Palárikovo, Tvrdošovce, Zemné,
Komárňanský vinařský rajón
Imeľ, Iža, Komárno, Nesvady, Okoličná na Ostrove, Zemianska Olča,
Hurbanovský vinařský rajón
Bajč, Bátorove Kosihy, Búč, Dulovce, Hurbanovo, Chotín, Kravany nad Dunajom, Marcelová, Moča, Modrany, Mudroňovo, Pribeta, Radvaň nad Dunajom, Svätý Peter, Šrobárová, Virt,
Strekovský vinařský rajón
Belá, Čechy, Dubník, Dvory nad Žitavou, Gbelce, Jasová, Kolta, Ľubá, Nová Vieska, Rúbaň, Semerovo, Strekov, Svodín, Šarkan,
Štúrovský vinařský rajón
Bajtava, Bíňa, Chľaba, Kamenica nad Hronom, Kamenín, Kamenný Most, Leľa, Malá nad Hronom, Mužla, Nána, Obid, Pavlová, Salka, Sikenička, Štúrovo,

## Nitranská vinařská oblast
3 903 hektarů
Šintavský vinařský rajón
Alekšince, Báb, Hájske, Jarok, Lehota, Lukáčovce, Močenok, Pata, Pusté Sady, Rišňovce, Rumanová, Sereď, Šintava, Šoporňa, Veľké Zálužie, Vinohrady nad Váhom,
Nitranský vinařský rajón
Branč, Cabaj-Čápor, Hruboňovo, Ivanka pri Nitre, Jelenec, Kolíňany, Kostoľany pod Tribečom, Ladice, Mojmírovce, Nitra, Podhorany, Pohranice, Svätoplukovo, Výčapy–Opatovce, Žirany,
Radošinský vinařský rajón
Bojná, Ludanice, Nitrianska Blatnica, Oponice, Orešany, Preseľany, Radošina, Súlovce, Šalgovce, Tesáre, Urmince,
Zlatomoravský vinařský rajón
Beladice, Čeľadice, Čeľadince, Červený Hrádok, Čierne Kľačany, Dolné Obdokovce, Hronský Beňadik, Kozárovce, Machulince, Malé Chyndice, Malé Vozokany, Nemčiňany, Nevidzany, Sľažany, Slepčany, Tekovská Breznica, Tekovské Nemce, Tesárske Mlyňany, Topoľčianky, Velčice, Veľké Vozokany, Zlaté Moravce, Zlatno,
Vrábelský vinařský rajón
Babindol, Čechynce, Čifáre, Golianovo, Iňa, Klasov, Lúčnica nad Žitavou, Lula, Malý Cetín, Malý Lapáš, Melek, Michal nad Žitavou, Nová Ves nad Žitavou, Paňa, Tajná, Tehla, Telince, Veľký Cetín, Veľký Ďur, Veľký Lapáš, Vinodol, Vráble, Žitavce,
Žitavský vinařský rajón
Bardoňovo, Bešeňov, Černík, Dedinka, Dolný Ohaj, Hul, Kmeťovo, Komjatice, Maňa, Mojzesovo, Podhájska, Pozba, Radava, Šurany, Trávnica, Veľké Lovce, Veľký Kýr, Vlkas,
Želiezovský vinařský rajón
Čaka, Farná, Hronovce, Keť, Kukučínov, Málaš, Malé Ludince, Nýrovce, Pastovce, Plavé Vozokany, Sikenica, Šalov, Tekovské Lužany, Veľké Ludince, Zalaba, Zbrojníky, Želiezovce,
Tekovský vinařský rajón
Čajkov, Dolný Pial, Horný Pial, Hronské Kľačany, Krškany, Levice, Malé Kozmálovce, Mýtne Ludany, Nová Dedina, Nový Tekov, Podlužany, Rybník, Tlmače,
Pukanecký vinařský rajón
Bátovce, Bohunice, Bory, Brhlovce, Demandice, Devičany, Domadice, Drženice, Hontianska Vrbica, Hontianske Trsťany, Jabloňovce, Pečenice, Pukanec, Santovka, Žemberovce,

## Středoslovenská vinařská oblast
2 502 hektarů
Ipeľský vinařský rajón
Bielovce, Dolinka, Horné Turovce, Hrkovce, Ipeľské Predmostie, Ipeľský Sokolec, Kosihy nad Ipľom, Kubáňovo, Lontov, Malá Čalomija, Plášťovce, Slatina, Šahy, Tupá, Veľká Čalomija, Veľká Ves nad Ipľom, Veľké Turovce, Vyškovce nad Ipľom,
Hontianský vinařský rajón
Dudince, Hontianske Moravce, Hokovce, Hontianske Tesáre, Horné Semerovce, Krupina, Ladzany, Medovarce, Rykynčice, Sebechleby, Súdovce, Terany, Dolné Semerovce, Lišov
Vinický vinařský rajón
Ďurkovce, Kamenné Kosihy, Kleňany, Kosihovce, Sečianky, Seľany, Širákov, Trebušovce, Vinica,
Modrokamenský vinařský rajón
Bátorová, Bušince, Čebovce, Čeláre, Dolné Plachtince, Glabušovce, Horná Strehová, Chrťany, Kiarov, Koláre, Kováčovce, Malý Krtíš, Modrý Kameň, Nenince, Nová Ves, Obeckov, Olováry, Opatovská Nová Ves, Príbelce, Slovenské Ďarmoty, Stredné Plachtince, Veľké Zlievce, Veľký Krtíš, Vrbovka, Záhorce, Závada, Zombor, Želovce,
Fiľakovský vinařský rajón
Čamovce, Fiľakovo, Pinciná, Radzovce, Ratka, Šurice,
Gemerský vinařský rajón
Bátka, Gemerské Dechtáre, Gemerský Jablonec, Chrámec, Jestice, Šimonovce,
Tornalský vinařský rajón
Abovce, Dulovo, Gemer, Kráľ, Nižné Valice, Tornaľa, Veľký Blh, Žíp,

## Východoslovenská vinařská oblast
1 074 hektarů
Moldavský vinařský rajón
Čečejovce, Drienovec, Dvorníky-Včeláre, Hrhov, Hrušov, Jablonov nad Turňou, Moldava nad Bodvou, Nižný Lánec, Seňa, Trstené pri Hornáde, Turňa nad Bodvou,
Sobranský vinařský rajón
Baškovce, Hlivištia, Horňa, Husák, Choňkovce, Kolibabovce, Koňuš, Krčava, Orechová, Poruba pod Vihorlatom, Porúbka, Priekopa, Ruskovce, Tibava, Úbrež, Vyšné Nemecké,
Michalovský vinařský rajón
Brekov, Kaluža, Kusín, Oreské, Pozdišovce, Rakovec nad Ondavou, Strážske, Trhovište, Trnava pri Laborci, Vinné,
Královskochlmecký vinařský rajón
Boľ, Brehov, Cejkov, Hraň, Kašov, Klin nad Bodrogom, Kráľovský Chlmec, Ladmovce, Luhyňa, Malý Horeš, Malý Kamenec, Rad, Sirník, Somotor, Strážne, Streda nad Bodrogom, Svätuše, Svinice, Veľký Kamenec, Vojka, Zemplín, Zemplínske Hradište, Zemplínske Jastrabie,

## Vinařská oblast Tokaj
907 hektarů
Bara, Čerhov, Černochov, Malá Tŕňa, Slovenské Nové Mesto, Veľká Tŕňa, Viničky.